# Albertet

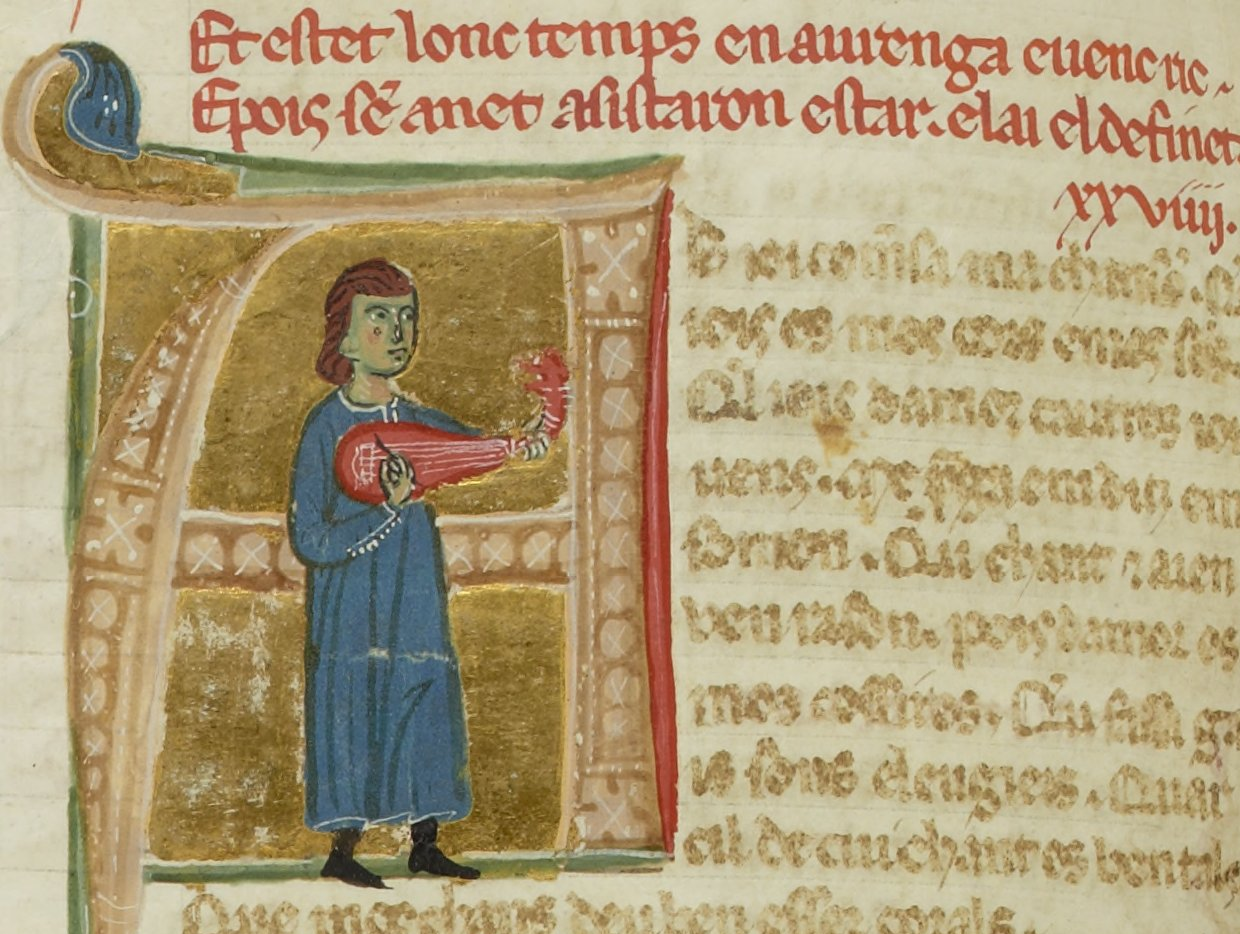
BnF ms. 854 fol. 133v, cançoner I

Albert de Sisteron, conegut com a Albertet, (fl. 1194 -1221) va ser un joglar i un trobador provençal de Gap. De la seva obra, han sobreviscut vint-i-tres poemes. "Albertet" o "Albertetz" és el diminutiu d'Albert en occità; tot i que aquesta denominació es refereix habitualment a Albertet de Sisteron, també hi havia un Albertet Cailla, trobador molt menys conegut i amb la major part de l'obra perduda.
Va estar, entre d'altres, de les corts de Catalunya-Aragó, de Savoia, del Marquesat de Montferrat, de Malaspina. Hom conserva d'ell una quinzena de cançons sovint dedicades a la comtessa de Malaspina, sis o set tençons, i un sirventès on es queixa de l'amor i enumera les gràcies de diverses dames.
D'acord amb la seva vida, era fill d'un noble joglar anomenat Rostir, del qual ha sobreviscut alguna peça. Albertet va ser famós per la seva veu i les melodies de les seves curtes cançons, però no per les seves lletres. El trobador Uc de Lescura va elogiar la veu d'Albertet (votz a ben dir). Dins la societat cortesana va ser un reconegut intèrpret i un bon conversador. La major part de la seva vida la va passar a Aurenja, on es va fer ric abans de traslladar-se a la Llombardia, on va romandre entre 1210 i 1221. A Itàlia va freqüentar les corts de Savoia, Montferrat, Malaspina, Gènova, i la dels Este, a Ferrara. A la cort dels Este és on probablement va entrar en contacte amb Guillem Augier Novella, Aimeric de Peguilhan i Aimeric de Belenoi. També va viatjar a l'oest de la Provença, lluny de Montferrand, on va conèixer Robert, el delfí d'Alvèrnia, Gaucelm Faidit i Peirol i, segons alguns testimonis, en algun moment fins i tot es van refugiar a Espanya. Amb el temps va tornar a Sisteron, a Forcauquier, on va morir.
Una de les obres més famoses d'Albertet és una sàtira amb un munt d'elogis a set dones destacades del seu temps, sobretot a Beatriu de Savoia, esposa de Ramon Berenguer V de Provença. També existeix una tençó entre Albertet i Aimeric de Peguilhan: N'Albertz, chausetz a vostre sen Aquesta tençó prova que ell es feia dir Albert, encara que escriguis més habitualment emprant el diminutiu. Albertet també va compondre una tençó amb Aimeric de Belenoi. Va elogiar Augier i Gaucelm Faidit, i honrà Peirol en una tornada:
Peirol, violatz e chantatz cointamen
de ma chanzon los motz e·l son leugier
Malgrat la seva reputació com a músic, només es conserva la melodia de dues de les seves obres supervivents: A mi no fai chantar foilla ni flors (16,5a, amb música conservada al cançoner W) i Mos coratges m'es camjatz (16,17a, amb música conservada al cançoner X), i una altra, En mon cor ai tal amor encobida (16,14), està parcialment conservada al cançoner W.